# Tacoronte (kommun)
Tacoronte är en kommun i Spanien. Den ligger i provinsen Santa Cruz de Tenerife i den autonoma regionen Kanarieöarna i sydvästra delen av landet, 1 800 km sydväst om huvudstaden Madrid. Antalet invånare är 24 746 (2024). Arean är 30,00 kvadratkilometer. Tacoronte ligger på ön Teneriffa. Tacoronte gränsar till La Laguna, Rosario och Sauzal. 
1. 1 2  ”Nomenclátor Geográfico de Municipios y Entidades de Población” (på spanska). Organismo Autónomo Centro Nacional de Información Geográfica (CNIG). Instituto Geográfico Nacional (IGN). http://centrodedescargas.cnig.es/CentroDescargas/catalogo.do?Serie=NGMEN. Läst 20 augusti 2024.
2. 1 2  ”Cifras oficiales del padrón por municipio (1996–2024)” (på spanska). www.ine.es. Instituto Nacional de Estadística (INE). https://www.ine.es/jaxiT3/Tabla.htm?t=29005&L=0. Läst 25 januari 2025.
3. ↑  Tacoronte hos Geonames.org (cc-by); post uppdaterad 2013-11-10; databasdump nerladdad 2016-04-24